# Рочестер (Тексас)
Рочестер (енгл. Rochester) град је у америчкој савезној држави Тексас. По попису становништва из 2010. у њему је живело 324 становника.

## Демографија
Према попису становништва из 2010. у граду је живело 324 становника, што је 54 (14,3%) становника мање него 2000. године.
| Група             | 2000.       | 2010.       |
| Белци             | 201 (53,2%) | 181 (55,9%) |
| Афроамериканци    | 27 (7,1%)   | 21 (6,5%)   |
| Азијати           | 0 (0,0%)    | 0 (0,0%)    |
| Хиспаноамериканци | 146 (38,6%) | 121 (37,3%) |
| Укупно            | 378         | 324         |